# Bernhard Grzimek

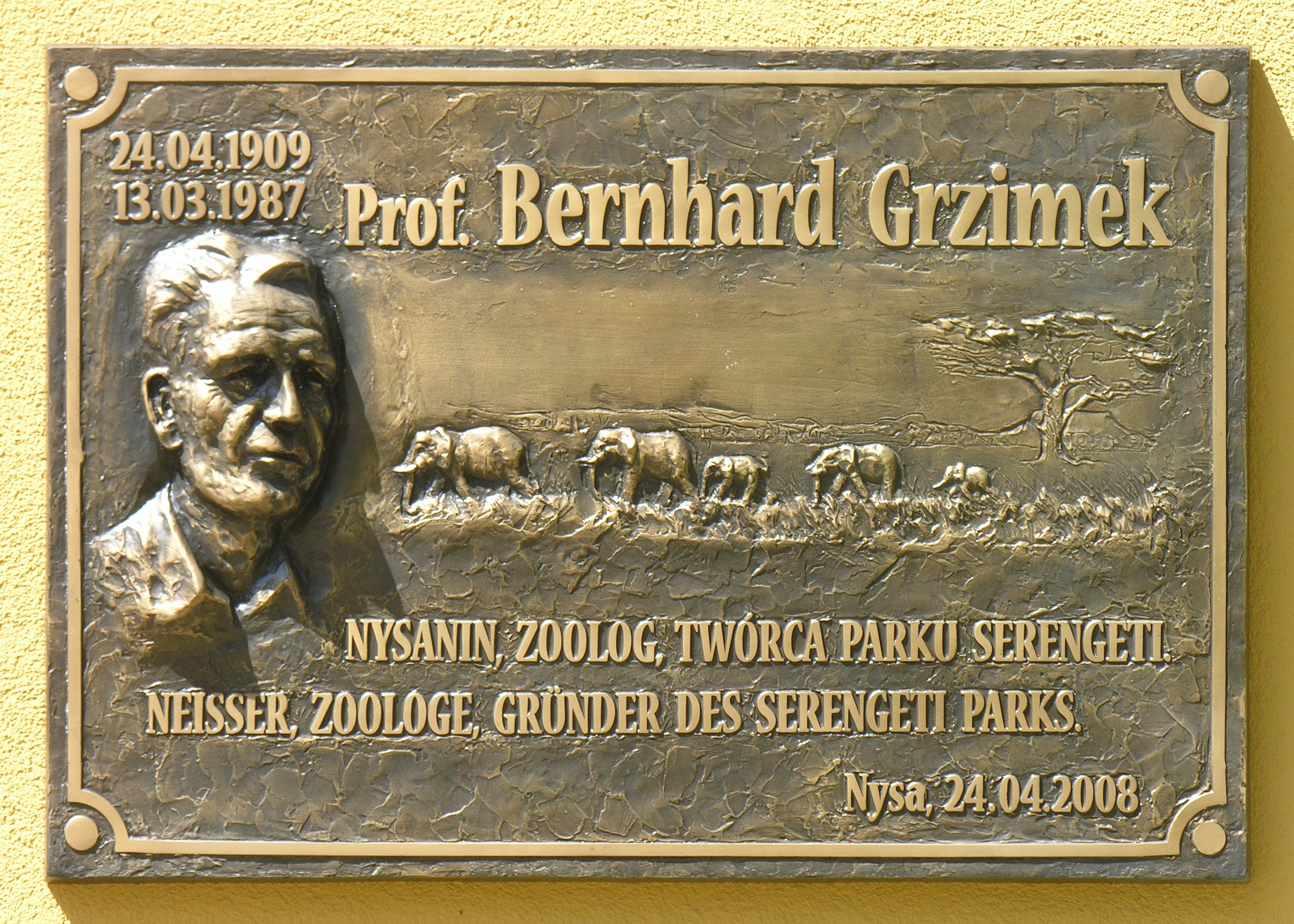
Gedenkplaat voor Bernhard Grzimek in zijn geboorteplaats Nysa

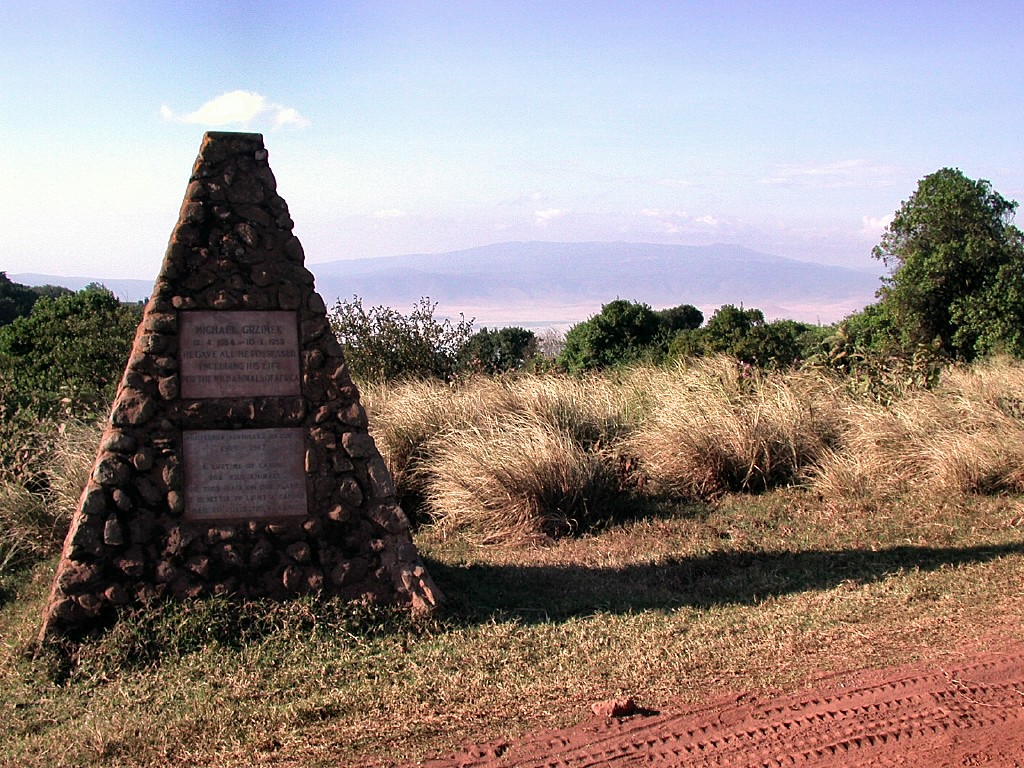
De tombe van Michael en Bernhard Grzimek bovenaan de Ngorongoro-krater. Michael Grzimek is de zoon van Bernhard, die er op 25-jarige leeftijd crashte met een vliegtuig.

Bernhard Klemens Maria Grzimek (Neisse (Opper-Silezië), Duitse Keizerrijk, tegenwoordig Nysa, Polen, 24 april 1909 - Frankfurt am Main, 13 maart 1987) was een Duitse bioloog en documentairemaker.

In de jaren zestig en zeventig was hij door zijn regelmatig verschijnen op televisie een van de populairste zoölogen (dierkundigen) van het toenmalige West-Duitsland.
Grzimek was lange tijd een dierenarts, later werd hij langdurig dierentuindirecteur in Frankfurt am Main, succesvol filmer van dieren en auteur en heruitgever van vele beroemde boeken over dieren, en van de naar hem genoemde dierenencyclopedie, in Nederland beter bekend als Het leven der dieren.
Van 1970 tot 1973 was Grzimek eveneens werkzaam als natuurbeschermer namens de Duitse regering. In 1975 richtte hij samen met Horst Stern en negentien andere milieubeschermers de Bund für Umwelt und Naturschutz Deutschland (afgekort BUND) op.
Voorts was hij tot aan zijn overlijden voorzitter van de zoölogische vereniging van de stad Frankfurt am Main.
Grzimek won een Oscar voor zijn documentaire Serengeti darf nicht sterben bij de 32ste Oscaruitreiking in 1960. Bernhard Grzimek overleed op 77-jarige leeftijd.
- Bibsys: 90075173
- Biblioteca Nacional de Chile: 000391023
- Bibliothèque nationale de France: cb12291449b (data)
- CiNii: DA02614863
- Gemeinsame Normdatei: 118543040
- International Standard Name Identifier: 0000 0001 0857 3215
- Library of Congress Control Number: n81092244
- Nationale Bibliotheek van Letland: 000030053
- Bibliotheek van het Japanse parlement: 00522229
- Nationale Bibliotheek van Tsjechië: jn20000602694
- Nationale bibliotheek van Australië: 35155403
- Nationale Bibliotheek van Israël: 987007262138705171
- Nationale Bibliotheek van Polen: a0000002010493
- Nationale en Universitaire bibliotheek Zagreb: 000002753
- Nederlandse Thesaurus van Auteursnamen: 068207751
- Istituto Centrale per il Catalogo Unico: RAVV035431
- LIBRIS: 188784
- SNAC: w6t87550
- Système universitaire de documentation: 031758932
- Trove: 844860
- Virtual International Authority File: 49288793
- WorldCat: E39PBJqfHjVCf7TfkGhWg6Pmh3